# 7193 Yamaoka
7193 Yamaoka (1993 SE2) là một tiểu hành tinh vành đai chính được phát hiện ngày 19 tháng 9 năm 1993 bởi K. Endate và K. Watanabe ở Kitami.